# Derek Jeter
Derek Sanderson Jeter (* 26. Juni 1974 in Pequannock, New Jersey) ist ein ehemaliger US-amerikanischer Baseballspieler in der Major League Baseball (MLB). Sein Spitzname ist Mr. November. Derek Jeter ist der erste Spieler, der die 3000-Hits-Marke im Trikot der New York Yankees erreicht hat und der 28. in der MLB-Geschichte überhaupt.

## Biografie
Der in New Jersey geborene Jeter verbrachte den größten Teil seiner Jugend in Kalamazoo in Michigan und spielte an der dortigen Kalamazoo Central High School Basketball und Baseball. Seine Leistungen als Baseballspieler waren so überragend, dass er 1992 zum Highschool Player of the Year von der American Baseball Coaches Association gewählt wurde. Obwohl er ein Baseballstipendium an der University of Michigan erhalten hatte, wählten ihn die New York Yankees an der sechsten Stelle der ersten Runde des Amateur Draft dieses Jahres.
Sein Debüt in den Major Leagues gab Jeter am 29. Mai 1995. Jeter spielte auf der Position des Shortstop, einer Position, auf der gerade in seinen ersten Jahren in der Major League viele neue hochtalentierte Spieler auftauchten (Rey Ordonez bei den New York Mets, Nomar Garciaparra bei den Boston Red Sox, Alex Gonzalez bei den Toronto Blue Jays, Alex Rodríguez bei den Seattle Mariners und Edgar Rentería bei den Florida Marlins). In seiner zweiten Saison waren die Leistungen Jeters so gut, dass er zum Rookie des Jahres in der American League gewählt wurde. Im gleichen Jahr gewann er seinen ersten Titel in der World Series mit den Yankees. In dieser Saison hatte Jeter in der American League Championship Series gegen die Baltimore Orioles einen umstrittenen Home Run geschlagen. Jeters Ball wurde von dem 12-jährigen Zuschauer Jeffrey Maier noch im Spielfeld gefangen und in den Publikumsbereich gezogen, so dass Outfielder Tony Tarasco keine Chance hatte, den Ball zu fangen. Dieses war der Ausgleich in diesem Spiel, welches die Yankees noch in der Verlängerung gewannen. Er wurde in den ALCS 1996 der zweite Rookie auf der Position des Shortstop, der einen 3-Run Home Run schlug. Der erste, dem das gelang, war Chris Speier 1971 für San Francisco Giants in NLCS.
Von 1998 bis 2000 folgten drei weitere Triumphe in der World Series, die sich zu seinen insgesamt sechs Titeln in der American League gesellen. Zudem wurde er zum Most Valuable Player (MVP) der World Series 2000 gewählt. Aufgrund seiner Leistungen in der wegen der Terroranschläge am 11. September 2001 erstmals im November ausgetragenen World Series kam Jeter noch zu seinem Spitznamen Mr. November in Anlehnung an Mr. October Reggie Jackson.
Am 3. Juni 2003 wurde Jeter zum 11. Kapitän in der Geschichte der New York Yankees ernannt. 2006 erhielt Jeter den Hank Aaron Award für den besten Hitter in der American League. Im August 2008 übertraf er die Marke von 2.500 Hits in seiner Karriere; seit dem September 2009 ist er auch der Spieler der New York Yankees mit den meisten Hits, als er den Wert von Lou Gehrig übertraf. Im gleichen Jahr wurde er von der Zeitschrift Sports Illustrated zum Sportler des Jahres gewählt.
Er gehört zu den Top-10-Spielern mit den meisten Hits (3465) in der Geschichte der Major League.
Jeter hatte außerdem einen Cameo-Auftritt in der 2010 erschienenen Komödie Die etwas anderen Cops.
Am 9. Juli 2011 im Spiel gegen Tampa Bay Rays schaffte Jeter durch einen Homerun seinen 3000. Hit.
Weiterhin bemerkenswert sind Jeters Aktivitäten für verschiedene Wohltätigkeitsorganisationen. Unter anderem gründete er mit seiner jüngeren Schwester Sharlee 1996 eine Organisation namens Turn 2 Foundation, die Kinder und Jugendliche bei Problemen mit Alkohol und anderen Drogen unterstützt.
Am 12. Februar 2014 gab Derek Jeter überraschend bekannt, dass das Spieljahr 2014 seine letzte Saison im professionellen Baseball sein würde.
Im Sommer 2017 hat Derek Jeter zusammen mit Bruce Sherman die Miami Marlins gekauft. Obwohl Jeter nur 4 % der Marlins gehören, wurde er zum CEO der Miami Marlins ernannt.